# Brazylia na Letnich Igrzyskach Olimpijskich 1956
Brazylia na Letnich Igrzyskach Olimpijskich 1956, reprezentowana była przez 44 sportowców (43 mężczyzn i 1 kobietę). Reprezentacja zdobyła tylko jeden medal (złoty) lekkoatlety - Adhemara Ferreiry da Silvy, który startował w trójskoku.

## Zdobyte medale

### Złoto
- Adhemar Ferreira da Silva - lekkoatletyka, trójskok mężczyzn